# XS4ALL

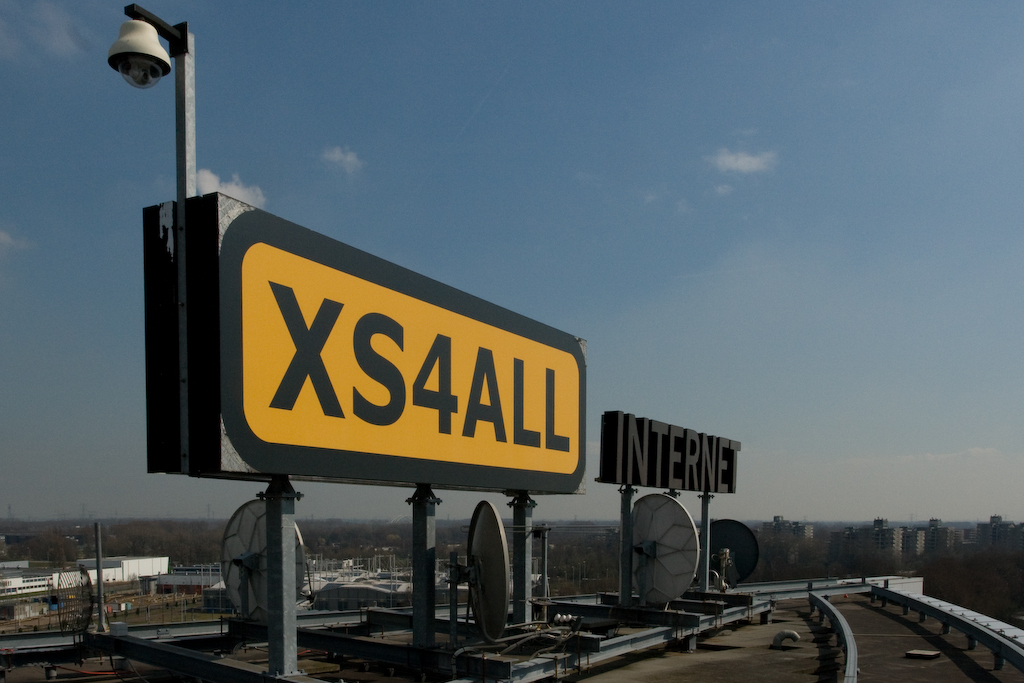
Logo von XS4ALL

XS4ALL war ein niederländischer Internetdiensteanbieter (ISP), der 1993 gegründet wurde und 2021 seinen Betrieb einstellte.

## Name
XS4ALL bedeutet ausgesprochen access for all (englisch für Zugang für alle).

## Geschichte
Das Unternehmen wurde von Felipe Rodriquez und Rop Gonggrijp, Aktivisten des Hackermagazins Hack-Tic 1993 gegründet wurde. Er war damit nach NLNet und SURFnet der drittälteste und bis zuletzt einer der größten ISP in den Niederlanden. Der Hauptsitz befand sich in Amsterdam. XS4ALL bot sowohl Dial-up- als auch ADSL-/SDSL und Glasfaser (FTTH)-Internetzugänge an. 1998 kam XS4ALL als Tochtergesellschaft zur ehemaligen Staatspost KPN 2005 erzielte das Unternehmen mit 327 Beschäftigten und 265.000 Privatkunden einen Umsatz von 86,1 Millionen Euro und einen Gewinn vor Steuern von 15,4 Millionen Euro. Zum 24. Dezember 2021 wurde der Betrieb von KPN eingestellt und der Kundenbestand in den der Konzernmutter integriert.

## Politische Bedeutung
In Deutschland wurde XS4ALL 1996 bekannt, nachdem die Generalbundesanwaltschaft versucht hatte, den Zugriff auf sämtliche XS4ALL-Domains in Deutschland sperren zu lassen, da ein Kunde Inhalte der verbotenen linksradikalen Zeitschrift radikal auf seiner XS4ALL-Homepage platziert hatte. Dieses Verfahren wurde 2000 eingestellt.
2002 erwirkte die Deutsche Bahn vor einem Amsterdamer Gericht ein Urteil, das XS4ALL zwang, die radikal-Seiten zu löschen, da diese eine Anleitung zur Sabotage von Bahnanlagen enthielten, die auch nach niederländischem Recht illegal war.
Im Dezember 1996 richtete XS4ALL einen Audiostream für den regierungskritischen serbischen Radiosender B92 ein, nachdem die Regierung von Slobodan Milošević diesen stören ließ.
Als bei den Aufständen in Libyen im Februar 2011 das Internet durch das dortige Regime ausgeschaltet wurde, bot XS4ALL einen kostenlosen Dial-up-Zugang an. Mitbegründer Rop Gonggrijp schrieb, der Zugang sei „für alle Menschen, die aus Libyen oder einem anderen Land online gehen wollen, in denen willkürliche Arschlöcher versuchen das Internet abzuschalten“.

## Technik
Die Technik, um die benötigten Leitungskapazitäten im Backbone bereitzustellen, sowie weitere Vermittlungstechnik kam von der Muttergesellschaft KPN.